# Heleen Nauwelaers
Heleen Nauwelaers, née le 14 mars 1996 à Duffel, est une joueuse belge de basket-ball évoluant au poste d'ailier fort.

## Biographie

### Équipe nationale
En 2017, elle obtient la médaille de bronze au Championnat d'Europe avec l'équipe de Belgique. En 2018, elle participe à la Coupe du monde avec les Belgian Cats qui terminent à la 4e place.

## Palmarès

### Équipe nationale
- Médaille de bronze au championnat d'Europe 2017 en République tchèque.
- Médaille de bronze au championnat d'Europe 2021 en France et Espagne